# Vendeuil-Caply
Vendeuil-Caply és un municipi francès, situat al departament de l'Oise i a la regió dels Alts de França. L'any 2007 tenia 433 habitants.

## Demografia

### Població
El 2007 la població de fet de Vendeuil-Caply era de 433 persones. Hi havia 159 famílies de les quals 22 eren unipersonals (7 homes vivint sols i 15 dones vivint soles), 56 parelles sense fills, 59 parelles amb fills i 22 famílies monoparentals amb fills.
La població ha evolucionat segons el següent gràfic:
Habitants censats

### Habitatges
El 2007 hi havia 191 habitatges, 164 eren l'habitatge principal de la família, 16 eren segones residències i 11 estaven desocupats. 187 eren cases i 3 eren apartaments. Dels 164 habitatges principals, 138 estaven ocupats pels seus propietaris, 22 estaven llogats i ocupats pels llogaters i 4 estaven cedits a títol gratuït; 4 tenien dues cambres, 18 en tenien tres, 46 en tenien quatre i 96 en tenien cinc o més. 121 habitatges disposaven pel capbaix d'una plaça de pàrquing. A 71 habitatges hi havia un automòbil i a 81 n'hi havia dos o més.

### Piràmide de població
La piràmide de població per edats i sexe el 2009 era:
| Homes | Edats   | Dones |
| ----- | ------- | ----- |
| 0     | 95 o +  | 0     |
| 0     | 90 a 94 | 0     |
| 4     | 85 a 89 | 4     |
| 4     | 80 a 84 | 0     |
| 4     | 75 a 79 | 8     |
| 12    | 70 a 74 | 8     |
| 12    | 65 a 69 | 8     |
| 16    | 60 a 64 | 4     |
| 12    | 55 a 59 | 20    |
| 16    | 50 a 54 | 20    |
| 16    | 45 a 49 | 20    |
| 16    | 40 a 44 | 16    |
| 4     | 35 a 39 | 16    |
| 12    | 30 a 34 | 0     |
| 8     | 25 a 29 | 8     |
| 8     | 20 a 24 | 4     |
| 12    | 15 a 19 | 12    |
| 8     | 10 a 14 | 12    |
| 12    | 5 a 9   | 8     |
| 8     | 0 a 4   | 4     |

## Economia
El 2007 la població en edat de treballar era de 274 persones, 200 eren actives i 74 eren inactives. De les 200 persones actives 186 estaven ocupades (98 homes i 88 dones) i 14 estaven aturades (6 homes i 8 dones). De les 74 persones inactives 23 estaven jubilades, 31 estaven estudiant i 20 estaven classificades com a «altres inactius».

### Ingressos
El 2009 a Vendeuil-Caply hi havia 173 unitats fiscals que integraven 471 persones, la mediana anual d'ingressos fiscals per persona era de 19.384 €.

### Activitats econòmiques
Dels 12 establiments que hi havia el 2007, 2 eren d'empreses de fabricació d'altres productes industrials, 5 d'empreses de construcció, 2 d'empreses de comerç i reparació d'automòbils, 1 d'una empresa financera, 1 d'una empresa immobiliària i 1 d'una empresa classificada com a «altres activitats de serveis».
Dels 6 establiments de servei als particulars que hi havia el 2009, 1 era un taller de reparació d'automòbils i de material agrícola, 1 paleta, 2 fusteries, 1 empresa de construcció i 1 agència immobiliària.
L'any 2000 a Vendeuil-Caply hi havia 11 explotacions agrícoles.

## Equipaments sanitaris i escolars
El 2009 hi havia una escola maternal integrada dins d'un grup escolar amb les comunes properes formant una escola dispersa.

## Poblacions més properes
El següent diagrama mostra les poblacions més properes.